# Мавзолей Калдыргач-бия
Мавзолей Калдыргач-бия (узб. Qaldirg'ochbiy maqbarasi) — расположен в городе Ташкенте, здание имеет пирамидальный купол, что является необычным для Узбекистана. Мавзолей был построен в первой половине XV-го столетия. Двор и художественное оформление мавзолея не сохранились.

## Архитектура
Согласно словам одного из первых исследователей этого исторического и архитектурного памятника Г. А. Пугаченковой наружный шатровый купол пирамидальной формы на высоком 12-гранном барабане характерен для строений степных кочевников. По мнению учёного: «… они словно имитируют родные края Толе-бия, горные пики Тянь-Шаня и Алатау. […] Происхождение формы шатровых мавзолеев связано со стародавними погребальными обычаями народов, населявших северные районы Средней Азии, чем объясняется и удивительная стойкость в них этой формы, применявшейся ещё в недавнее время в надмогильных сооружениях киргизов и казахов».

## Галерея

Ташкент. Комплекс Шейхантаур. Могила Калдиргоч-бия
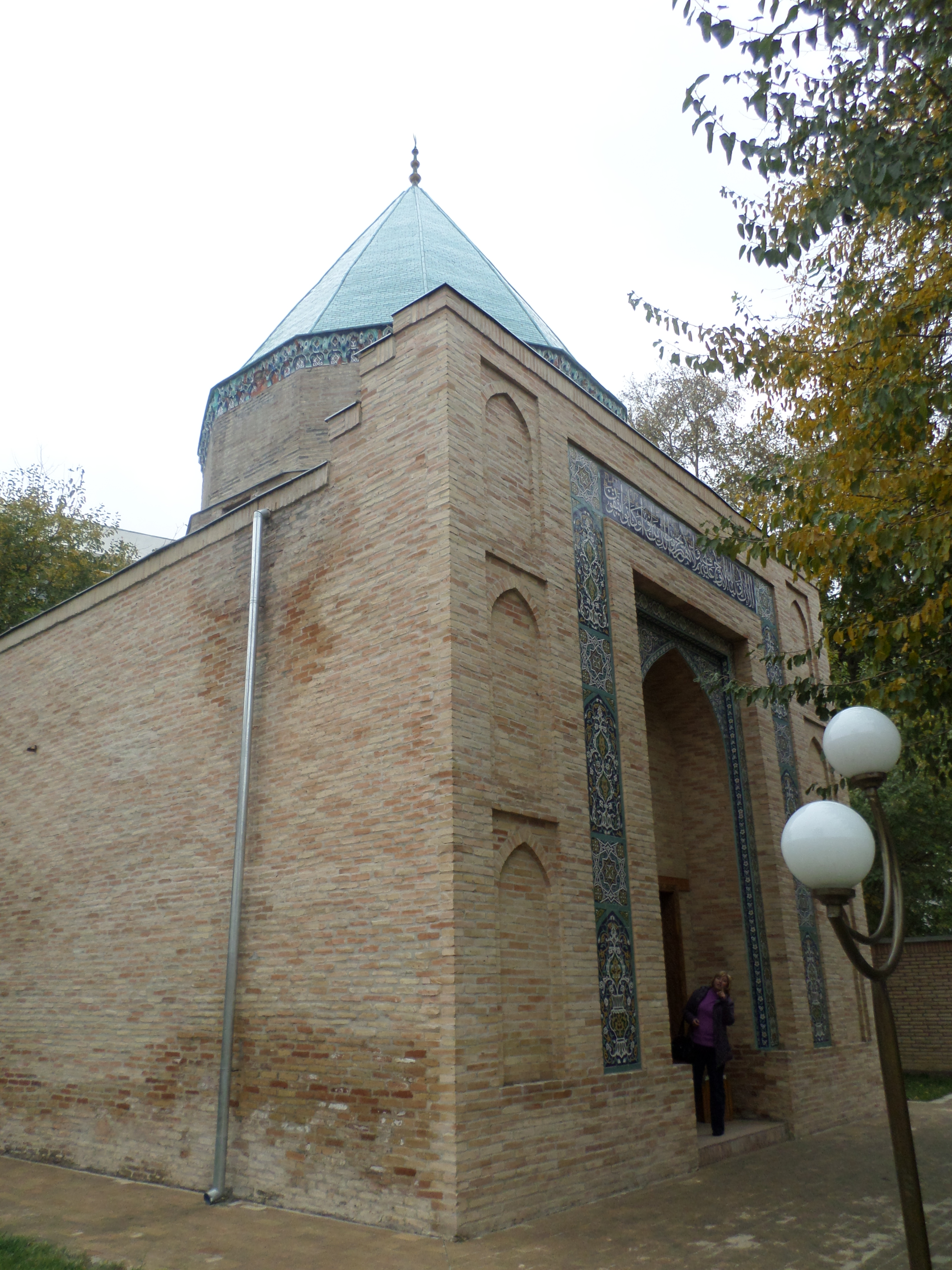
Мавзолей Калдыргач-бия
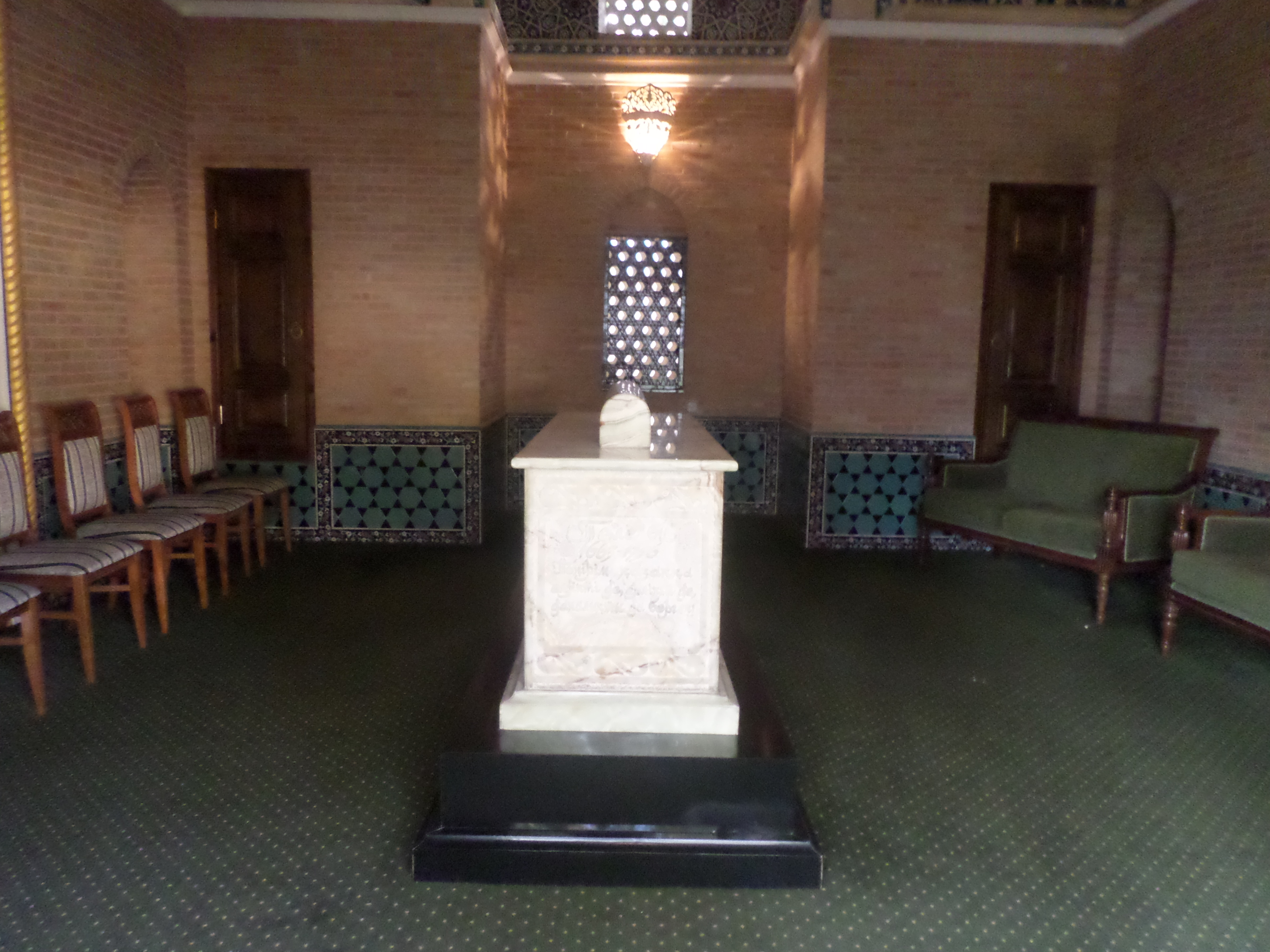
Мавзолей Калдыргач-бия
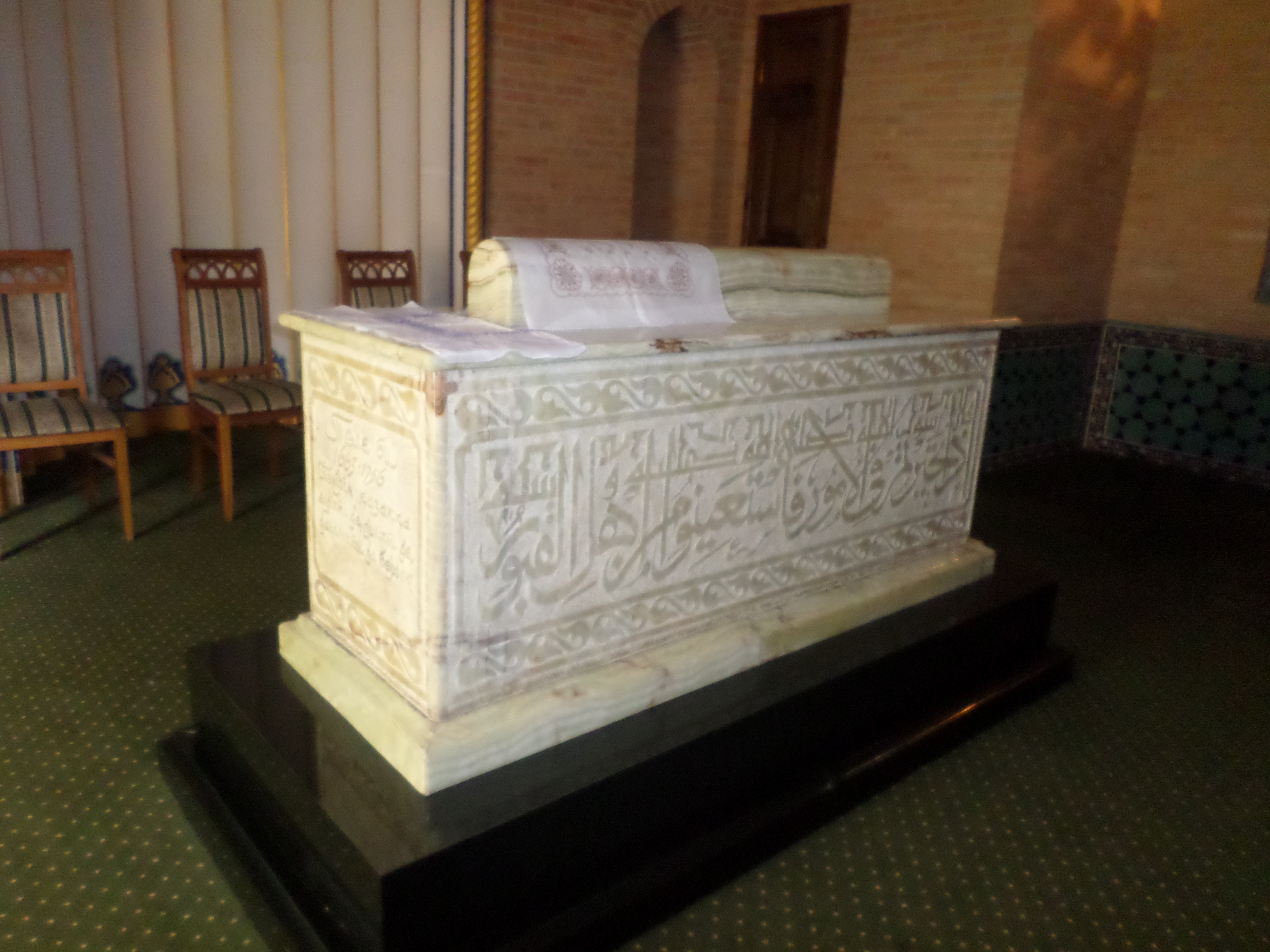
Мавзолей Калдыргач-бия
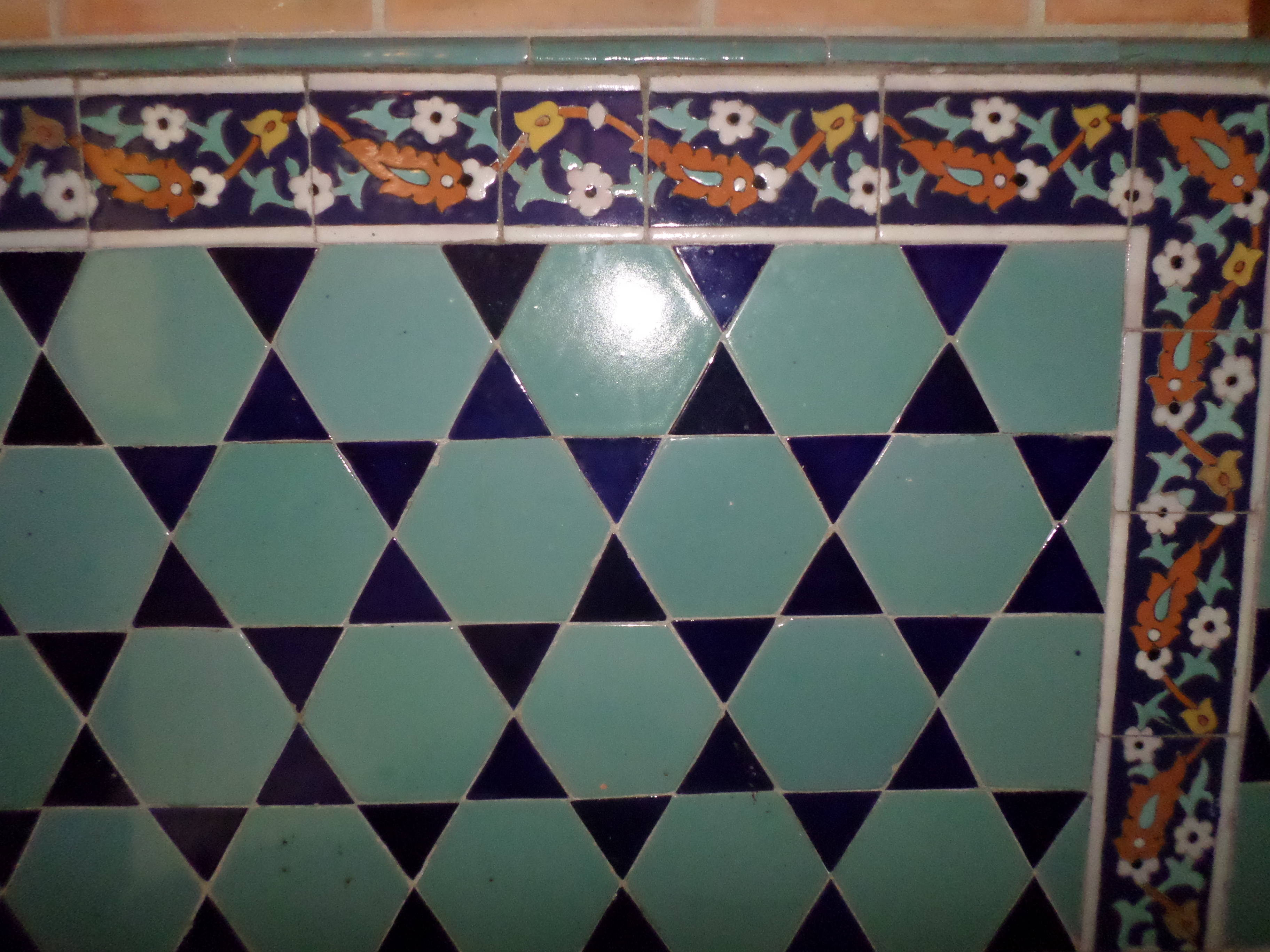
Мавзолей Калдыргач-бия